# Preußische Agrarverfassung
Preußische Agrarverfassung nennt man das Gefüge der sozialen und rechtlichen Institutionen, die der ländlichen Gesellschaft ihr Gepräge geben, in dem vom 16. bis 20. Jahrhundert bestehenden Staat Preußen.

## Einleitung
Solange nichtagrarische Lebensformen nur eine marginale Rolle spielen, ist die Agrarverfassung praktisch mit der Wirtschafts- und Sozialverfassung überhaupt identisch.
Seit dem Aufkommen des Städtewesens im Hohen Mittelalter war die Agrarverfassung allmählichen Wandlungen ausgesetzt, blieb aber dennoch lange durch hergebrachte herrschaftliche und genossenschaftliche Strukturen bestimmt. Erst seit dem 19. Jahrhundert steht auch die Agrarverfassung unter den gleichen Vorzeichen wie die bürgerliche Gesellschaft und heute die Industriegesellschaft.
Im Osten schritt in der Zeit des Dreißigjährigen Krieges die Entwicklung von der Gutswirtschaft zur Gutsherrschaft weiter voran. Die schollenpflichtig gewordenen Bauern wurden mit zunehmenden Dienstpflichten für die Rittergüter belastet, und die Stärkung der obrigkeitlichen Stellung der Gutsherren drückten sie in die Untertänigkeit hinab.
Nach dem Dreißigjährigen Krieg nahmen sich die Landesherren des Schutzes der Bauern an, um vor allem ein weiteres Bauernlegen durch die Gutsherren zu verhindern.
Im aufgeklärten Staat, der auch den Bauern unmittelbar als seinen Untertanen in Anspruch nahm, schien es je länger desto mehr eine Forderung der Vernunft zu sein, die Rechte des Grundherren abzulösen und die Bauern durch Übertragung des Eigentums zu leistungsfähigen Gliedern des Staates zu machen. Die Pläne reiften aber erst in den europäischen Wirren nach der Französischen Revolution zur Tat. Im Zeichen des Wirtschaftsliberalismus begann der entscheidende Prozess der sog. Bauernbefreiung. In Preußen wurde dieser Prozess 1807 eingeleitet; in den meisten deutschen Staaten kam es jedoch erst infolge der politischen Stürme von 1830 und 1848 zum Abschluss. Immerhin muss aber festgehalten werden, dass es gelang, in wenigen Jahrzehnten jahrtausendealte Strukturen zu überwinden.
Der wesentliche Eckpunkt der modernen Agrarverfassung ist vor allem, dass die Bauern seit der sog. Bauernbefreiung Eigentümer ihres Bodens geworden waren. Dieser Zeitpunkt fiel mit dem Beginn der Industrialisierung zusammen. Diese neue und noch ungewohnte Verfügungsfreiheit mochte manchen riskant erscheinen, vor allem im Blick auf die Kreditaufnahme und die Erbteilung.

## Die Entwicklung der Gutsherrschaft in Brandenburg-Preußen
Die Entwicklung nahm ihren Ausgangspunkt in der spätmittelalterlichen Agrarkrise. Der Adel baute seine Herrschaften aufgrund des Absinkens des Getreidepreises nach Bevölkerungsrückgang, der schwachen Dynastie der Markgrafen und den starken Städten aus. Die Belehnung der Hohenzollern mit der Mark Brandenburg (1412) ergibt zunächst noch keinen grundsätzlichen Wandel. Durch die Verpfändung landesherrlicher Rechte (Verfall der markgräflichen Hochgerichtsbarkeit, die vielfach an den Adel fällt; oder der Verkauf von Steuerrechten der Pommerschen Herzöge an den Adel) kann der Adel Ansprüche auf bäuerliche Dienste erheben. Durch Bevölkerungsrückgang und Landflucht zögerte der Adel zunächst die Eigenwirtschaft auszubauen und versuchte neue Bauernfamilien anzusiedeln. Als dies nicht gelang, entstand die Notwendigkeit die Freizügigkeit der Bauern einzuschränken. Die Hochgerichtsrechte boten hierfür die entsprechenden Grundlagen und wurden ökonomisch immer wichtiger. Der Adel konnte gegen die Städte die Auslieferung flüchtiger Bauern durchsetzen und gegen Ende des 15. Jh. ist die Schollenbindung bereits sehr weit vorgeschritten.
Der Umschlag der europäischen Konjunktur am Ende des 15. Jahrhunderts trieb die Entwicklung weiter voran. Der steigende Getreidebedarf in Westeuropa durch das Wachstum der Städte stimulierte den Getreideexport des Adels und prämierte hohe Eigenwirtschaft, die der preußische Adel nun bewusst ausbaute. Der Bedarf an bäuerlicher Fronarbeit stieg sprunghaft an und immer häufiger setzte der Adel den Gesindezwangsdienst durch. Die brandenburgischen Kurfürsten unterstützen in Streitfällen den Adel, so dass es bis Mitte des 16. Jahrhunderts bereits zu einer wesentlichen Verschärfung der Gesetzeslage kam und der Adel hatte sein Recht auf ungemessene Dienstpflicht der Bauern weitgehend durchgesetzt. Zu Beginn des 17. Jahrhunderts bezeichnete man die Bauern bereits als Leibeigene (sog. „Zweite Leibeigenschaft“).
Parallel hierzu verlief der Prozess der politischen Entmachtung des Adels. Die brandenburgischen Stände wurden 1652 letztmals einberufen. 1653 wurde die Gerichtshoheit und die Leibeigenschaft dauerhaft kodifiziert und die Integration des Adels in den Territorialstaat erfolgte nicht mehr über die Stände, sondern über das seit dem Krieg gegen Schweden etablierte stehende Heer.

## Die „Bauernbefreiung“
Der Begriff Bauernbefreiung kann leicht missverstanden werden; verkürzt bezeichnet er die Lösung der Bauern aus allen herrschaftlichen Bindungen im 18. und 19. Jahrhundert. Außerdem ist er nicht zeitgenössisch: So wurde der Begriff erst 1887 von Georg Friedrich Knapp geprägt, durch sein Werk „Die Bauernbefreiung und der Ursprung der Landarbeiter in den älteren Theilen Preußens“. Missverständlich ist der Begriff, da er gleichzeitig zwei Sachverhalte beschreibt, die aber voneinander zu trennen sind:
- die Aufhebung der Leibherrschaft, die den hörigen oder eigenen Bauern die persönliche Freiheit gewährte, und
- die Grundentlastung, die den Bauern das Eigentum an dem von ihnen bewirtschafteten Boden übertrug und die darauf lastenden grundherrlichen Rechte ablöste.

Erste Ansätze der Bauernbefreiung sind bereits im 17. Jahrhundert zu beobachten. 1688 ließ in Holstein Graf Rantzau seine Leibeigenen frei, andere Gutsherren folgten seinem Beispiel.
1718 hob Friedrich Wilhelm I. die Leibeigenschaft seiner ostpreußischen Domänenbauern auf; dies galt später für alle Provinzen. Diese Maßnahme gewährte den untertänigen Bauern die persönliche Freiheit, aber nicht das Eigentum an dem von ihnen bewirtschafteten Land. Friedrich II. bestimmte 1777, dass die zu den Domänenämtern gehörigen Bauernhöfe den Untertanen erb- und eigentümlich übergeben werden sollten. Die Rechte der adligen Gutsherren wurden durch diese Maßnahmen nicht berührt. Man beschränkte sich in Preußen auf eine Bauernschutzgesetzgebung, die den Gutsherren das Bauernlegen untersagte.
Joseph II. sprach 1781 in Böhmen, Mähren und Schlesien den Bauern die persönliche Freiheit und das Eigentum an ihren Höfen zu, später auch in anderen Erblanden. Nach seinem Tode wurde dies aber bis auf die Leibeigenschaft und den Bauernschutz wieder rückgängig gemacht.
Im Zuge der Französischen Revolution wurden alle feudalen Rechte entschädigungslos aufgehoben – diese Regelungen galten auch in Deutschland für die linksrheinischen Gebiete, und zwar selbst dort, wo es sie (wie z. B. im Großherzogtum Berg) gar nicht gab.
Den eigentlichen Durchbruch für die Bauernbefreiung bedeuteten erst die Stein-Hardenbergschen Reformen. Sie waren ein wesentliches Stück der inneren Reformen, mit denen Preußen auf die äußere Katastrophe der Niederlage von 1806 reagierte. Allerdings waren sie schon seit längerem vorbereitet worden, nicht zuletzt durch den liberalen Reformgeist, der an der Universität Königsberg seine Heimstatt gefunden hatte. Hier hatte Kant die Freiheit des Menschen und das private Eigentum philosophisch gerechtfertigt, und sein Kollege Kraus, der deutsche Verfechter der Ideen des britischen Wirtschaftsphilosophen Smith, hatte schon 1802 ein Gutachten über die Aufhebung der bäuerlichen Untertänigkeit in Ost- und Westpreußen verfasst. Als Freiherr Stein 1807 zum Minister berufen wurde, lag das mit seinem Namen verbundenen „Oktoberedikt“ im Entwurf bereits vor.
Mit den Sätzen „Mit dem Martini-Tage 1810 hört alle Guts-Unterthänigkeit in Unsern sämmtlichen Staaten auf. Nach dem Martini-Tage 1810 giebt es nur freie Leute…“ (§ 12 S. 1, 2 Oktoberedikt) wurde ein wohl etwas zu lautes Signal verkündet, da die gegenüber der Durchsetzung der persönlichen Freiheit schwierigere Aufgabe der Grundentlastung konnte nämlich erst unter Karl August von Hardenberg durch das „Edikt, die Regulierung der gutsherrlichen und bäuerlichen Verhältnisse betreffend“ vom 14. September 1811 in Angriff genommen werden. In den Kriegsjahren kam die Ablösung der gutsherrlichen Rechte kaum voran, und die 1816 erlassene Deklaration des Edikts von 1811 schränkte den Kreis der ablösungsberechtigten Bauern nachträglich ein, indem vor allem die nicht spannfähigen also kleineren Bauern von der Regulierung ausschloss. Erst die Ablösungsordnung von 1821 bewirkte dann einen zügigen Fortgang der Grundentlastung in den altpreußischen Provinzen.

## Antriebe und Widerstände
Die Triebkräfte der Bauernbefreiung waren nicht immer und überall die gleichen. Während sich Graf Rantzau 1688 auf die Bibel berief, stützte sich einer seiner Nachfahren 1796 in einer Denkschrift für schleswig-holsteinische Gutsbesitzer auf die Grundsätze des Naturrechts, wonach alle Menschen einander an Rechten und Verbindlichkeiten gleich seien und folglich keiner den andern im freien Gebrauch seiner Fähigkeiten und Kräfte einschränken dürfe. Vielleicht ist die praktische Kontinuität trotz wechselnder weltanschaulicher Begründung daraus zu erklären, dass es stets die gleiche Schicht war, die das Werk der Bauernbefreiung vorantrieb: aufgeklärte Gutsherren und Fürsten, Beamte und Gelehrte, welche die Reform theoretisch begründeten und praktisch durchführten. Kaum jemals kam der eigentliche Anstoß von den Bauern selbst, die der Bauernbefreiung nicht nur mit Gleichgültigkeit, sondern bisweilen gar mit Abneigung begegneten.
Die Bauernbefreiung war nicht das Werk wirklichkeitsfremder Theoretiker oder idealistischer Weltverbesserer. Das Bewusstsein, im Sinne der göttlichen Gebote oder der natürlichen Gerechtigkeit zu handeln, verband sich vielmehr von Anfang an mit der Überzeugung, dass sich das theologisch oder philosophisch Richtige auch als das wirtschaftlich Zweckmäßige erweisen werden. Man erkannte, dass „Zwangsarbeit die teuerste von allen“ sei und dass erst die Übertragung freien Eigentums die Kräfte der Bauern wirklich anspornen werde. Betrachtet man sich die Tatsache, dass in den Gebieten östlich der Elbe die Feudalquote bei 26 % des Rohertrages lag, so wird man unschwer erkennen, dass einer Landbevölkerung, die fremden Flächen bewirtschaften muss und dann 26 % des Ertrages an den Gutsherren abliefern muss und noch Zwangsgesindedienste leisten mussten, wohl die rechte Motivation fehlt effektiv zu arbeiten. Die wirtschaftstheoretische Begründung der Bauernbefreiung wechselte im Laufe der Zeit. Im 18. Jh. ging die Forderung nach einer Bauernbefreiung und Grundentlastung aus der Wirtschaftslehre der Physiokraten hervor, aus der Überzeugung, dass die Wohlfahrt eines Staates hauptsächlich auf der Beförderung des Feld- und Ackerbaus beruhe. Ihren eigentlichen emanzipatorischen Schwung verdankte die Bauernbefreiung jedoch der von Adam Smith begründeten klassischen Lehre des nationalökonomischen Liberalismus. Danach war die Arbeit des Menschen sein eigentlicher Reichtum, und es kam darauf an, alle Hindernisse beiseite zu räumen, die ihn daran hinderten, seine Kräfte frei zu entfalten. Vor allem die preußischen Agrarreformen waren von diesen Gedanken inspiriert.
Die Aussichten auf wirtschaftliche Vorteile vermochten nicht jeden zu überzeugen. In den Reihen des gleichen grundbesitzenden Adels, dem so viele der Reformer entstammten, regte sich auch der Widerstand. Er gründete auf die Erkenntnis, dass die Bauernbefreiung einen entscheidenden Schritt auf dem Wege von einer ständisch gegliederten zu einer egalitären Gesellschaft darstellte.
Der Wortführer der Adelsfront gegen die Reformen Friedrich August Ludwig von der Marwitz schrieb: „Stein fing die Revolutionierung des Vaterlandes an, den Krieg der Besitzlosen gegen das Eigentum, der Industrie gegen den Ackerbau, des Beweglichen gegen das Stabile“. Für Marwitz richteten sich die Reformen direkt gegen die preußischen Junker, die auch durch Eigentum und Ackerbau stabilisierend wirkten. Die ostelbischen Junker sahen sich als Träger des Staates und waren es auch. Preußen benötigte Offiziere und Beamte, und wo sollte der Staat sie rekrutieren wenn nicht beim Adel; in einem Land, in dem das Bürgertum durch den Dreißigjährigen Krieg langfristig ruiniert war.
Ludwig Yorck von Wartenburg formulierte seine Bedenken folgendermaßen: „Wird der Gewürzkrämer oder der Schneider, der das Gut erwirbt … auch im Unglück seinem Monarchen zu Dienst sein mit Gut und Blut? … Doch läuft es darauf hinaus, daß ein Grundbesitz sein soll wie ein Taler Geld, … Der Spekulant, der ein Gut erwirbt, denkt nur an die Gegenwart; er wird eilen, die schönen Eichen- und Buchenwälder niederzuhauen, weil sie nicht so viel einbringen wie Weizenfeld. Nach Jahren wird aber der Wind die entfernten Sandhügel über die Weizenfelder wehen, und statt des schönen grünen Waldes, … werden wir Buchweizen, die magerste aller Ackerfrüchte, erblicken“. Wartenberg zeigte in seine Bedenken, dass Langfristigkeit und Nachhaltigkeit besser sind als kurzfristiger Gewinn. Aber: Marwitz und Wartenberg waren Feldherren ohne Armee. Marwitz forderte, dass der Adel nicht bloß mit Proklamationen, sondern in der Krise im Ernst die Verantwortung übernehmen solle, was vielen seiner Standesgenossen als höchst unbequem erschien. Trotz der zumeist proklamatorischen Polemik wurden die Reformen aber ausgeführt. Die Bedenken des Adels trugen aber immerhin dazu bei, dass sich die Ideen des kapitalistischen Agrarliberalismus in Preußen längst nicht so ungehemmt durchsetzen konnte wie zuvor in England.

## Ergebnisse der Bauernbefreiung
Für die Beurteilung der Ergebnisse der Agrarreformen ist noch einmal zwischen der Bauernbefreiung und der Grundentlastung zu unterscheiden. Die eigentliche Bauernbefreiung, d. h. die Aufhebung der persönlichen Freiheitsbeschränkungen wie Leibeigenschaft, Erbuntertänigkeit usw., warf kaum nennenswerte Probleme auf. Auch wo diese Rechte für die Herren noch nicht ganz bedeutungslos geworden sind, stieß ihre Aufhebung auf keinen ernstlichen Widerstand und konnte deshalb nahezu überall entschädigungslos vorgenommen werden.
Komplizierter lag es bei der Aufhebung der grundherrlichen Bindung, also der Grundentlastung. Im Zeichen der allgemeinen Menschenrechte hatte sich die Auffassung von der Unverletzlichkeit des Eigentums neu gefestigt. Es konnte somit nicht ernstlich daran gedacht werden, den Grundherren ihr Obereigentum an den Bauerngütern oder die umfangreichen Abgaben oder Dienste, auf die sie Anspruch hatten, ohne Entschädigung zu entziehen. Die Frage, wie die Bauern diese Entschädigung aufbringen sollten, erwies sich daher als Kernproblem der ganzen Reformen.
In den westlichen Provinzen Preußens wurden die grundherrlichen Rechte durchweg mit Geldleistungen der Bauern abgelöst, und zwar teils durch Kapitalentschädigung, teils durch langfristige Renten.
In den östlichen Provinzen dagegen sollte die Regulierung durch Landabtretung durchgeführt werden, und zwar hatten die Bauern mit einem guten, erblichen Besitzrecht bis einem Drittel ihres Bodens, die mit einem nichterblichen Besitzrecht bis zur Hälfte ihres Landes abzutreten. So führten die Regulierungen ein letztes Mal zur Ausdehnung des ostelbischen Großgrundbesitzes; die Rittergüter konnten auf diesem Wege ihre Fläche um ungefähre 18 % erweitern.
Die Auswirkungen dieses Landverlustes auf die Bauern zeichnet sich nach neueren Untersuchungen nicht ganz so dramatisch dar, wie noch in früheren Zeiten, als ein Verlust von ca. 1 Million Hektar verzeichnet wurde und die Gutsherren als Gewinner der Reform hingestellt wurden. Gleichzeitig mit der Regulierung fanden die Gemeinheitsteilungen statt, also die Aufteilung von bisher gemeinschaftlich genutzten Wald- und Weideflächen (Allmende) und die Ablösung bisheriger Weide- und Holzberechtigungen durch Landabfindungen. Diese Gemeinheitsteilungen ergaben für die Bauern einen beträchtlichen Landgewinn, der den Landverlust durch die Regulierung weitgehend aufwog. Weiterhin muss man noch berücksichtigen, dass die nunmehr von herrschaftlichen oder anderen Beschränkungen befreiten Bauern ihre Kulturflächen wesentlich erweitern konnten. Schon durch den Übergang von der Dreifelderwirtschaft zur Fruchtwechselwirtschaft, also durch die Aufgabe der Brache, wurde das Kulturland um etwa ein Drittel erweitert. hinzu kam die Kultivierung von schlecht genutztem Gemeinland und sonstigen Böden. Während das Unland in Preußen zwischen 1816 und 1864 von 40,3 % auf 19 % zurückging, wurde die Ackerfläche genau verdoppelt. Es ist gewiss nicht falsch, wenn man die preußische Bauernbefreiung geradezu einen staatlich bewirkten Landesausbau genannt hat.
Ferner sind noch die Wirkungen der durch die Bauernbefreiung hergestellten Bodenmobilität zu berücksichtigen.
Oft kann man die Behauptung lesen, die freigesetzten Bauern seien durch Verschuldung zum Verkauf und zur Abwanderung gezwungen worden, während der Adel dank funktionierenden Kredits seine Stellung habe bewahren können. Hier scheint aber geradezu das Gegenteil richtig zu sein. So waren bis zum Jahr 1880 in den östlichen Provinzen Preußens schon 64 % aller Rittergüter in bürgerliche Hand übergegangen, während es zu Beginn des Jahrhunderts nicht einmal 5 % waren. Ein Vergleich der Gründe der Bodenmobilität zwischen Rittergütern und Bauernhöfen zeigt zudem, dass sich beim adligen Besitz Erbfälle und Verkäufe die Waage hielten, während sich der Besitzwechsel von Bauernhöfen zu drei Vierteln und mehr im Erbgang vollzog.
So haben die Agrarreformen in Preußen am Ende vielmehr den bäuerlichen als den adligen Grundbesitz stabilisiert, und das Gesamturteil über die Bauernbefreiung wird heute entschieden positiver lauten als noch vor wenigen Jahrzehnten.